# Корин (насеље)
Корин (њем. Chorin) општина је у њемачкој савезној држави Бранденбург. Једно је од 24 општинска средишта округа Барним. Према процјени из 2010. у општини је живјело 2.508 становника. Посједује регионалну шифру (AGS) 12060045.

## Географски и демографски подаци
Корин се налази у савезној држави Бранденбург у округу Барним. Општина се налази на надморској висини од 55 метара. Површина општине износи 121,4 km². У самом мјесту је, према процјени из 2010. године, живјело 2.508 становника. Просјечна густина становништва износи 21 становника/km².